# ÖBB-Rheinbrücke Lustenau
Die ÖBB-Rheinbrücke Lustenau führt die Bahnstrecke St. Margrethen–Lauterach zwischen den Orten St. Margrethen in der Schweiz und Lustenau in Österreich über den Alpenrhein.
Während die Staatsgrenze an dieser Stelle durch die Mitte des Rheins verläuft, gehört die Strecke St. Margrethen–Lauterach (bis auf den gemeinsam betriebenen Bahnhof St. Margrethen) den Österreichischen Bundesbahnen (ÖBB) und wird von ihnen betrieben.

## Vorgeschichte
Die Regierungen der Schweiz, von Österreich und Bayern hatten 1870 beschlossen, ihre Eisenbahnnetze durch eine Bahn von Lindau über Bregenz nach St. Margrethen und eine Bahn von Feldkirch nach Buchs SG zu verbinden und die Strecken von der Vorarlberger Bahn bauen und betreiben zu lassen. Die Strecke Lauterbach–St. Margrethen mit der Brücke über den Rhein wurde am 23. November 1872 eröffnet.
Am Alpenrhein gab es seit jeher starke Hochwasser mit ausgedehnten Überschwemmungen. Ab dem 20. Jahrhundert begegnete man dem durch die Rheinregulierung mit Flussbegradigungen, Binnenkanälen, Hochwasserdämmen und anderen Maßnahmen. Dennoch gab es weitere Überschwemmungen.
Unter dem Eindruck der Hochwasser 1987 und 2005 entschloss man sich zu einer weiteren Erhöhung der Hochwasserdämme. Da die alte Eisenbahnbrücke nicht um die erforderlichen zwei Meter angehoben werden konnte, musste sie durch einen Neubau ersetzt werden.
Der Neubau der Brücke ist daher ein Teil der Neu- und Ausbaumaßnahmen, mit denen die Strecke St. Margrethen–Lauterach an den verbesserten Hochwasserschutz angepasst und gleichzeitig verkehrstechnisch modernisiert wurde. Dies stand und steht im Zusammenhang mit der Verbesserung der Verbindung St. Gallen – Bregenz und letztlich der Verbindung Zürich – München. Die Bauarbeiten begannen im November 2010 und wurden im März 2013 abgeschlossen.

## Beschreibung

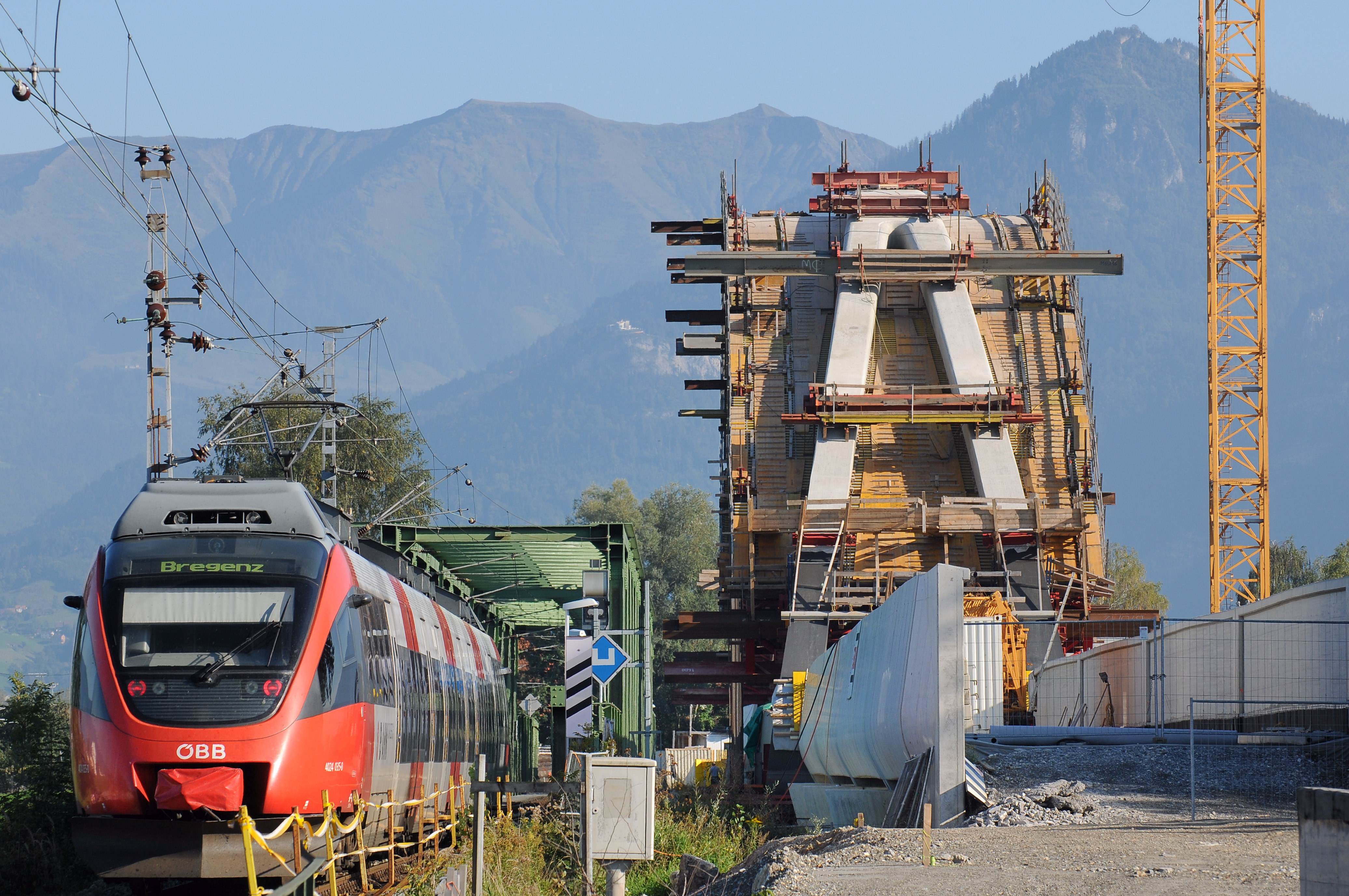
Die Brücke im Bau mit einem Zug der ÖBB auf der alten Brücke

Die ÖBB-Rheinbrücke Lustenau ist, wie ihre Vorgängerin, eingleisig und elektrifiziert. Sie hat ein durchgehendes Schotterbett. Die zulässige Geschwindigkeit wurde von 60 km/h auf 100 km/h und die Lastklasse auf +2/SW erhöht. Sie ist insgesamt 276,5 m lang und 7,95 m breit und besteht aus einer 102 m weiten Stabbogenbrücke über dem Mittelgerinne sowie vier einfeldrigen Trogbrücken über dem westlichen und zwei einfeldrigen Trogbrücken über dem östlichen Vorland. Alle Brücken haben eine glatte Untersicht, an der sich abgetriebene Äste und Bäume nicht verfangen können.
Die Stabbogenbrücke hat stählerne Haupt- und Endquerträger aus dichtgeschweißten Hohlkästen und einen Trägerrost, der mit der 46–63 cm dicken Betonfahrbahnplatte einen Verbund bildet. Ihre beiden parabelförmigen Bögen aus Stahlbeton sind in stählerne Köcher auf den Endquerträgern eingespannt. Sie sind leicht nach innen geneigt und gehen im Scheitel ineinander über. Sie haben eine Pfeilhöhe von 20 m. Die Hänger wurden mit den Hauptträgern verschweißt und anschließend in die Bögen einbetoniert.
Die 29,4 m bzw. 24,6 m langen Vorlandbrücken sind aus Stahlbeton. Sie haben einschließlich der Trogränder eine Konstruktionshöhe von 3,84 m. Die Vorlandbrücken sind austauschbar gegen ÖBB-Hilfsbrücken.
Die sich nach oben ausweitenden Pfeiler aus Stahlbeton haben einen strömungsgünstigen elliptischen Hohlquerschnitt. Sie sind begehbar. Ihre  Lager sind durch eine Schürze aus Betonfertigteilen vor Treibgut geschützt und können vom Pfeilerinneren aus inspiziert und ausgetauscht werden. Ihr breites Fundament ist  auf Bohrpfählen gegründet.